# Călin-Gheorghe Matieș
Călin-Gheorghe Matieș (n. 8 august 1971, Sântimbru, România) este un politician român, ales în 2020 senator din partea PSD și în 2024 din partea AUR. În iunie 2022, Călin-Gheorghe Matieș a fost obligat în justiție să-i plătească daune morale primarului USR Gabriel Pleșa, după ce a lansat o serie de acuzații asupra acestuia care s-au devedit neadevărate.

## Carieră politică

### Legislatura I (2020–2024)
În urma alegerilor parlamentare din 2020 pe 6 decembrie, Matieș a fost ales membru al membru al Senatului din partea partidului Partidul Social Democrat, în circumscripția nr. 1 Alba din 6 decembrie, preluând mandatul pe 21 decembrie. În februarie 2021, Matieș a criticat guvernul lui Florin Cîțu pentru propunerea de renunțare la gratuitatea călătoriilor cu trenul pentru studenți.
La 20 aprilie 2023, Matieș a fost obligat prin hotărâre judecătorească să îi plătească daune morale primarului din Alba Iulia, Gabriel Pleșa (USR), ca urmare a unor acuzații lansate în spațiul public, care s-au dovedit a fi neadevărate. Pe 10 noiembrie a acelui an, Matieș a părăsit PSD și s-a alăturat Alianței pentru Unirea Românilor (AUR), afirmând că fusese contactat cu două luni înainte de liderul formațiunii, George Simion.
Meres a părăsit PSD pe 10 noiembrie 2023 pentru a se alătura partidului Alianța pentru Unirea Românilor (AUR), declarând că a fost contactat de liderul AUR, George Simion, cu două luni înainte.

### Legislatura II (2024–prezent)

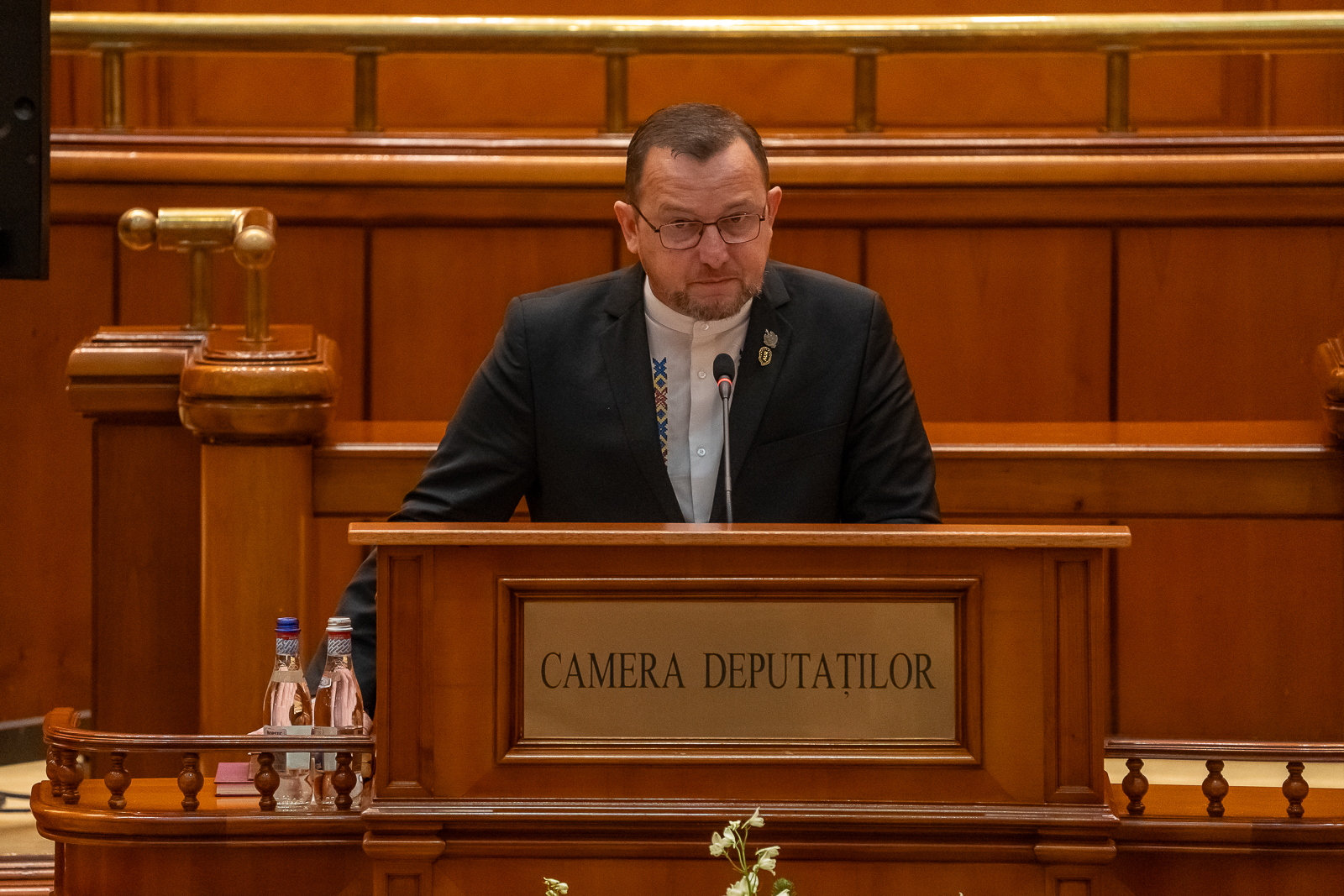
Matieș depunând jurământul, 21 decembrie 2024

În urma alegerilor parlamentare din 2024 pe 1 decembrie, Matieș a fost reales membru al Camerei Deputaților de județul Alba.